# Brasilers de la Guaiana Francesa
Els brasilers de la Guaiana Francesa són un grup ètnic originari del Brasil establits a la Guaiana Francesa. Gairebé la meitat de tots els brasilers de França viuen a Guaiana Francesa, incloent molts que han creuat la frontera sense permís formal de França.
Igual que a Guyana i Surinam, molts són miners d'or. En 2008, segons l'Itamaraty, ja hi havia vora de 80 mil brasilers vivent a aquest departament d'ultramar francès, 20 mil dels quals són residents legals (formant el 10% de la població del territori) i, uns altres 50 mil residint il·legalment: és a dir, els brasilers constitueixen vora d'una quarta part de la població de la Guaiana Francesa.

## Immigració il·legal
La Guaiana Francesa segueix sent una destinació popular per als miners il·legals de Brasil per tres raons: el preu de l'or ha augmentat dramàticament creat una escalada de febre de l'or escala a la Guaiana, la forta repressió organitzada per les forces de seguretat brasileres contra la mineria il·legal al Brasil i la manca de traçabilitat en la cadena de subministrament d'or legal francès que permet un fàcil rentat d'or il·legal.
Es diu que més de 15.000 immigrants il·legals, principalment del Brasil, treballen en més de 500 llocs d'extracció no permesa a la Guaiana francesa. La comuna de Sant-Georges, que es troba als marges del riu Oyapock (que forma la frontera amb Brasil), enfront de la ciutat brasilera d'Oiapoque, és una de les principals portes d'entrada per als immigrants il·legals brasilers.